# Embalse de Mequinenza
Embalse de Mequinenza är en reservoar i Spanien.   Den ligger i provinsen Provincia de Zaragoza och regionen Aragonien, i den östra delen av landet, 300 km öster om huvudstaden Madrid. Embalse de Mequinenza ligger 129 meter över havet.  Omgivningarna runt Embalse de Mequinenza är i huvudsak ett öppet busklandskap.